# Costularia humbertii
Costularia humbertii är en halvgräsart som beskrevs av Jean Marie Bosser. Costularia humbertii ingår i släktet Costularia, och familjen halvgräs.
Artens utbredningsområde är Madagaskar. Inga underarter finns listade i Catalogue of Life.